# Émilie Lamotte
Pour les articles homonymes, voir Lamotte.
Émilie Lamotte, née le 21 juin 1876 à Paris et morte le 6 juin 1909 à Alès, est une conférencière et pédagogue, militante anarchiste et néo-malthusienne.

## Biographie
Émilie Joséphine Alexandrine Lamotte commence sa carrière d'enseignante comme institutrice dans une école congréganiste, jusqu'à leur interdiction par le gouvernement d'Émile Combes, elle poursuit alors sa carrière dans l’enseignement laïque. Elle est mère de quatre enfants à l'âge de 28 ans dont deux ont pour père l'imprimeur anarchiste Félix Malterre. En 1905, elle collabore également aux journaux anarchistes Le Libertaire et  L'Anarchie.
Adepte des méthodes de la pédagogie libertaire de Francisco Ferrer et de Paul Robin, elle s’intéresse aux questions éducatives et notamment à l’expérience de l'école libre La Ruche fondée par Sébastien Faure à Rambouillet.
Elle donne des conférences à l'occasion desquelles elle dénonce l'enseignement confessionnel comme l'enseignement laïque, dont elle estime qu'ils sont tous deux sources d'aliénation de l'enfant.
C'est à cette époque qu'elle rencontre André Lorulot, propagandiste anarchiste et libre penseur, avec qui elle partagera la fin de sa vie. 
En 1906, elle participe avec lui à la fondation de la colonie communiste de Saint-Germain-en-Laye dont l'existence cesse en 1908.
Émilie Lamotte meurt en 1909 lors d'une tournée de conférences qu'elle effectuait en roulotte en compagnie de Lorulot.

## Œuvres

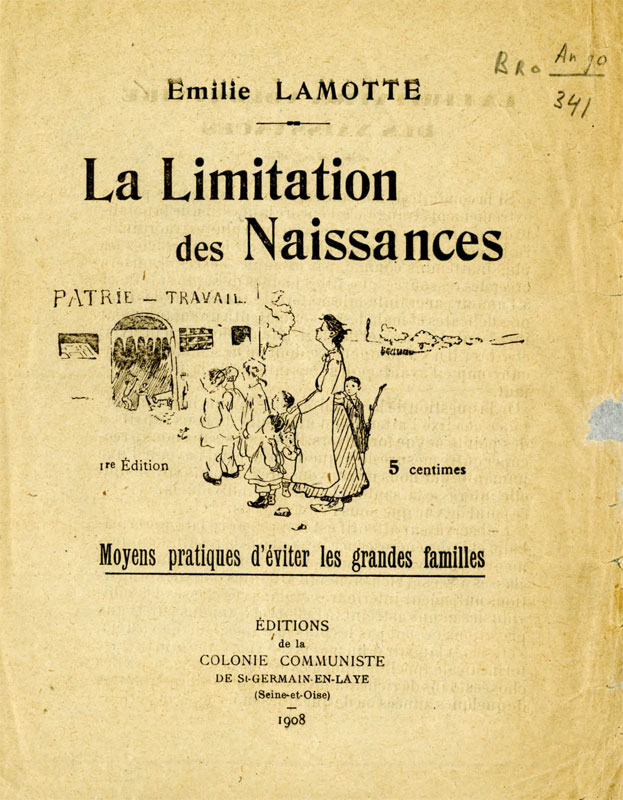
Émilie Lamotte, La Limitation des naissances, 1908, Éditions de la colonie communiste de St Germain-en-Laye.

- Le Déshonneur de Mme Lemoine, pièce en 3 actes, publiée dans L'Anarchie, 8, p. 396-414, 14/11/1912-20/03/1913.
- La Limitation des Naissances. Moyens d’éviter les Grandes Familles, Éditions Colonie communiste, Saint-Germain-en-Laye, 1908[4], texte intégral.

Éditions de L’Idée libre, Paris, 1920.
- L’Education rationnelle de l’enfance, Publications mensuelles de L’Idée libre, no 21, juillet 1922, texte intégral.
- Lettre sur l’amour, la beauté, la vie, l’inconstance et quelques autres sujets.

### Notices
- Dictionnaire des anarchistes, « Le Maitron » : notice biographique.
- Dictionnaire biographique, mouvement ouvrier, mouvement social : notice biographique.
- Dictionnaire international des militants anarchistes : notice biographique.
- L'Éphéméride anarchiste : notice biographique.